# 592 a.C.

## Eventos
- 47a olimpíada: Euricles da Lacônia, vencedor do estádio.[1]
- Possivelmente foi nesta olimpíada que Almeão, filho de Mégacles, venceu a corrida de carros em Olímpia.[2]